# Iuri Lomadze
Iuri Lomadze (in georgiano იური ლომაძე?; 5 dicembre 1996) è un lottatore georgiano.

## Biografia
Ai campionati europei di Kaspijsk 2018 si era originariamente aggiudicato la medaglia di bronzo, ma, essendo risultato positivo ad una sostanza proibita ad un controllo antidoping, è stato squalificato con revoca del premio. Il bronzo è stato quindi riattribuito al moldavo Daniel Cataraga.

## Palmarès
| Anno | Manifestazione | Sede       | Evento | Risultato | Note        |
| ---- | -------------- | ---------- | ------ | --------- | ----------- |
| 2018 | Europei        | Kaspijsk   | 72 kg. | dq        | [ 1 ] [ 2 ] |
| 2019 | Mondiali       | Nur-Sultan | 72 kg. | 9º        |             |
| 2020 | Europei        | Roma       | 72 kg. | Argento   |             |